# Doris Gibson
Doris Gibson Parra del Riego (Lima, 28 de abril de 1910 - 23 de agosto de 2008) fue una periodista peruana y fundadora de la revista Caretas en 1950.

## Biografía
Hija del escritor Jorge Antonio Percy Gibson Moller y Mercedes Parra del Riego Rodríguez, hermana del poeta Juan Parra del Riego. Nació en la calle Orejuelas en Lima, impidiendo que su madre pudiera abordar un barco en el Callao con destino a Mollendo (Arequipa). Muy poco después, sus jóvenes progenitores, reemprendieron el viaje a Arequipa, donde vivió toda su infancia y adolescencia.
Estudió en el Colegio Sagrados Corazones de Arequipa hasta los trece años, cuando su familia se trasladó a Lima e ingresó al Colegio Sagrado Corazón Chalet de Chorrillos. Modeló en la Escuela de Bellas Artes, haciéndose amiga de José Sabogal, Enrique Camino Brent y Julia Codesido.
En 1929 a los 19 años contrajo matrimonio con el argentino Manlio Aurelio Zileri Larco, diplomático de la embajada argentina, teniendo un único hijo, Enrique Zileri Gibson. El matrimonio no duraría y se separaron siete años después.
Se inició en el periodismo, ingresando como publicista, en 1938, a la revista Turismo, auspiciada por el Touring Club del Perú. Adquiriría gran experiencia en esa revista y empezó a colaborar en publicidad con el diario La Prensa, propiedad de Pedro Beltrán Espantoso.
Para 1946, tenía un romance con el pintor Sérvulo Gutiérrez, quién la inmortalizó en diferentes obras. La relación solo duró tres años, hasta 1949, pero alimento el espíritu bohemio que se tenía de ella, una de las mujeres más elegantes y hermosas de Lima.
Después de residir en Buenos Aires, regresó al Perú y en 1950, junto con Francisco Igartua, con quien inició un romance, funda la revista Caretas, la cual se convertiría con el transcurso de las décadas en la revista de investigación de referencia en el Perú. Inicialmente, publicada mensualmente, fue clausurada el mismo año de su apertura durante el régimen militar de Manuel A. Odría y, después, seis veces durante los regímenes de Juan Velasco Alvarado y Francisco Morales-Bermúdez.
Durante los años 50 asistía a la peña literaria Pancho Fierro, ahí trabaría amistad con diferentes figuras como Emilio Adolfo Westphalen, César Moro o Sebastián Salazar Bondy, después conocería al nobel Mario Vargas Llosa, a la notable compositora e investigadora nacional Alicia Maguiña, con quien departía almuerzos en su departamento de Jirón Camaná en el Centro de Lima y en el recordado restaurante El Suizo de la playa La Herradura. También tuvo lazos amicales con el decimista Nicomedes Santa Cruz, el presidente Fernando Belaúnde Terry y Ciro Alegría.
Falleció el 23 de agosto de 2008 en Lima a la edad de 98 años. Durante su funeral el presidente Alan García señaló:

Rindo homenaje a Doris Gibson, una extraordinaria periodista y mujer que se adelantó a su tiempo, y que demostró lo que puede hacer una mujer, tanto en la opinión pública, en el periodismo y la empresa.

## Reconocimientos
La periodista Jimena Pinilla Cisneros, publicó en El Comercio un artículo titulado "Doris y su universo azul", dedicado a Doris Gibson.
En 2022 recibió un reconocimiento póstumo por parte del Ministerio de la Mujer y Poblaciones Vulnerables (MIMP) del Estado Peruano, el cual, mediante un decreto en ocasión del 8 de marzo, otorgó la condecoración “Orden al Mérito de la Mujer” a Doris Gibson y otras 24 mujeres peruanas, siendo destacadas por su tarea en la defensa de los derechos y por promover la igualdad de género. En particular, Gibson fue reconocida por "su rol de promoción de los derechos de las mujeres y su aporte al desarrollo de la prensa peruana".

## Condecoraciones
- 1981. Orden del Sol
- 2002. Gran Cruz de la Orden al Mérito por Servicios Distinguidos